# Echte Luieriken Van In 't Stad
Echte Luieriken Van In 't Stad (ELVIS) was een Belgische lokale politieke partij in Aarschot.

## Geschiedenis
De eenmanspartij van anarchist Wim Van de Velde werd opgericht in de aanloop naar de gemeenteraadsverkiezingen van 2006. Eerder nam hij met de kieslijst SWA deel aan lokale stembusgang van 1994. Deze partij overtuigde in 1994 2,44% van de Aarschottenaars, wat onvoldoende was voor een verkozene.
De lokale verkiezingscampagne bestond er in 2006 in om op strategische locaties teksten van Elvis Presley op te hangen. Zo werd Jailhouse Rock ter hoogte van het politiecommissariaat geplaatst en Love Me Tender aan stripteasetent Poco Loco. De partij had onder meer als standpunten dat stadswachters in Elvis-outfit gekleed moesten gang en dat fietspaden steeds in de rijrichting moesten aflopen. Ook was de partij er voorstander van om iedereen die langer dan acht uur op café zat een subsidie hiervoor te geven en dienstencheques te voorzien voor personen die een bar van lichte zeden wensten te bezoeken. Ondanks deze standpunten slaagde de partij er in slecht 2,03% van de kiezers te overtuigen, onvoldoende voor een zetel in de Aarschotse gemeenteraad.